# Vlag van Lugo

Vlag van de provincie Lugo

De vlag van de Spaanse provincie Lugo bestaat uit twee even hoge horizontale banen in de kleuren blauw (boven) en rood, met in het midden het provinciale wapen. De vlag werd op 30 oktober 2006 aangenomen tijdens de plenaire vergadering van het provinciebestuur. Het wapen toont het wapen van de stad Lugo zonder de schildzoom.